# Stadio Olimpico (Torino)
 For alternative betydninger, se Stadio Olimpico. (Se også artikler, som begynder med Stadio Olimpico)
Stadio Olimpico Grande Torino eller blot Stadio Olimpico er stadion i Torino, Italien, der anvendes til mange formål. Det er hjemmebane for fodboldklubben Torino F.C. og er af UEFA bedømt som kategori 4-stadion, den bedst mulige bedømmelse.
Stadio Olimpico blev anlagt i 1930'erne under først navnet "Stadio Municipale" og senere "Stadio Communale", og det var hjemmebane for både Juventus (fra begyndelsen) og AC Torino (fra 1958), indtil det blev afløst af det noget større Stadio delle Alpi i 1990. Imidlertid viste det sig, at dette stadion kun sjældent var i nærheden af at være fyldt, og i 2006 vendte begge fodboldklubber tilbaget til Stadio Olimpico, der var blevet renoveret, og som havde fået det nye navn, efter at det var blevet anvendt til åbnings- og afslutningsceremonien ved vinter-OL 2006. Juventus fik bygget eget stadion, hvortil klubben flyttede i 2011, hvorefter Torino F.C. er eneste fodboldhold, der bruger Stadio Olimpico.

## Historie
Stadionets oprindelige navn var helt præcist "Stadio Municipale 'Benito Mussolini'" efter statslederen på tidspunktet for dets opførelse. Det stod færdigt i 1933 og husede samme år Giochi Littoriali dell'anno XI (Littoriali-legene år XI) og Campionati Internazionali Studenteschi (Internationale Studenterlege). Den første fodboldkamp på Stadio Municipale blev spillet 29. juni 1933 og var returkampen i den centraleuropæiske pokalturnering mellem Juventus og Újpest Dózsa, som endte med italiensk sejr på 6-2. På det tidspunkt havde stadionet også en atletikbane, der havde den noget usædvanlige længde på 446,38 m. Det oprindelige stadion kunne huse op til 65.000 stående tilskuere.
Stadio Municipale lagde græs til flere kampe under VM i fodbold 1934. Juventus vandt en lang række trofæer med basis på stadionet, heriblandt 16 italienske mesterskaber (1935-1990), mens Torino vandt et enkelt mesterskab i samme periode. I perioden 1938 til slutningen af 1950'erne husede stadionkomplekset også et bilmuseum.
Efter opførelsen af Stadio delle Alpi blev Stadio Communale brugt mindre og mindre og mest til træning. Efter aftale med bystyret blev Stadio Communale derpå renoveret og gjort klar til vinter-OL 2006. Stadionet kom nu til at indeholde udelukkende siddepladser med plads til 27.168 tilskuere til fodboldkampe; til andre typer arrangementer kunne det arrangeres, så der var plads til omkring 35.000 tilskuere. Renoveringen kostede 30 millioner euro. 
Efter OL vendte de to fodboldklubber tilbage til Stadio Olimpico, hvor de forblev, til Juventus i 2011 byggede sit eget Juventus Stadium; Torino er forblevet på Stadio Olimpico. I 2016 kom stadionet officielt til at hedde Stadio Olimpico Grande Torino. 

## Koncerter
Adskillige store koncerter er blevet afholdt på stadionet, heriblandt:
- Bob Marley & the Wailers (1980)
- Iron Maiden (1980)
- Dire Straits (1981)
- Frank Zappa (1982)
- The Rolling Stones (1982)
- AC/DC (1984)
- David Bowie (1987)
- Madonna (1987)
- Sting (1988)
- Michael Jackson (1988)
- Bruce Springsteen (1988, 2009)
- Pink Floyd (1988)
- Tina Turner (1990)
- U2 (2010)
- Coldplay (2012)
- One Direction (2014)